# Mellicta maxima
Mellicta maxima är en fjärilsart som beskrevs av Turati 1912. Mellicta maxima ingår i släktet Mellicta och familjen praktfjärilar. Inga underarter finns listade i Catalogue of Life.